# Álvaro de Paz
Álvaro de Paz es un actor, productor y escritor nacido en España.

## Biografía
Nacido en castilla, aragonés de adopción y habitante de la ciudad de Madrid  donde ha sido alumno de grandes maestros de la interpretación como John Strasberg o Augusto Fernandes Cursa sus estudios en el Laboratorio de Teatro William Layton y en la Escuela de Arte Dramático de Zaragoza.A muy temprana edad trabaja en la obra El quijote "Morir cuerdo y vivir loco" Centro Dramático Nacional a las órdenes de Fernando Fernán Gómez . Ganando entre otros el premio Max al mejor texto teatral para su escritor y director Fernando Fernán Gómez.Al terminar la correspondiente gira se establece definitivamente en Madrid donde empieza a trabajar en cine y en series televisivas como Aquí no hay quien viva. En cine ha trabajado con directores de la talla de Carlos Saura, o Pilar Palomero. Alternando con su labor como crítico de cine en la página Cineol y colaborador en diferentes medios como redactor en páginas internaciones como Vice. En pleno inicio de la pandemia publica su primer libro en Ediciones Camelot titulado: "John Wayne nunca dispara por la espalda". Actualmente es el creador, productor ejecutivo y guionista de la serie Real Madrid "La leyenda blanca" para Amazon prime.

## Productor
"REAL MADRID, LA LEYENDA BLANCA"  AMAZON PRIME
Productor ejecutivo, creador y guionista. 

## Teatro
- Morir cuerdo, vivir loco Centro Dramático Nacional Adaptación: Fernando Fernan-Gómez. Director: Fernando Fernán-Gómez.
- Don Juan Tenorio de José Zorrilla.
- Noches de amor efímero de Paloma Pedrero.
- Paris, Texas de Sam Shepard .
- Rumbo a peor de Samuel Beckett.
- La llamada de Lauren de Paloma Pedrero.
- En el nombre del padre.

### Películas
- Goya 3 de Mayo de Carlos Saura

- Las niñas de Pilar Palomero
- Coda 77 de Daniel Cabrero

- Gruneisen de José Semprún.
- Relaxing cup of coffe de José Semprún.
- Círculo interno de John Tones y Noel Ceballos.
- O.F.N.I de José Semprún.

### Televisión
- Los mundos sutiles de Eduardo Chapero Jackson. Nominado al Goya al mejor Documental.
- Aquí no hay quien viva. Personaje: Alfonso, el seminarista.

### Cortometrajes
- Novios de Alejandro de Vega
- Tecnolovegy de Eneko Sebastian
- El ángel carca de Vitor Rocha
- Efímera de Javier Macipe. Premio Mejor Cortometraje Festival de Estonia 2011. Premio del público mejor Cortometraje SCIFE 2010)
- Una historia más de Álvaro Moriano Díaz-Gúemes
- Zumbados de Alejandro de Vega
- Cierre Noche de Mariano Salvador
- La compleja sencillez del universo de Silvestre García Ortega
- Siempre de Carlos Martín
- Cual para tal de Arturo Carrasco

(Premio mejor Guion Cortometraje. Delegación del Gobierno en Aragón

## Premios
- 2011 Premio Mejor Actor IX Edición Festival Cortos Cineastas Aragoneses (por Efímera).
- 2010 Premio Paco Rabal a Mejor Actor SCIFE 2011 (por Efímera).